# البؤساء (فلم 1978)
البؤساء هو فيلم مصري عرض عام 1978، بطولة فريد شوقي وعادل أدهم وليلى علوي ونبيل نور الدين ويوسف وهبي وعبد الوارث عسر، ومن إخراج عاطف سالم.
الفيلم عن رواية (البؤساء - Les Misérables) للأديب الفرنسي فكتور هوغو التي نشرت عام 1862 وتعد من أشهر روايات القرن التاسع عشر، حيث يصف وينتقد الظلم الاجتماعي في فرنسا بين سقوط نابليون في 1815 والثورة الفاشلة ضد الملك لويس فيليب في 1832.
تم إنتاج فيلم بنفس القصة ويحمل نفس الإسم عام 1944، بطولة عباس فارس وأمينة رزق ومن إخراج كمال سليم.

## قصة الفيلم
يدخل حامد السجن بسبب سرقته رغيف خبز ولكن تتضاعف المدة نتيجة ثورته على الظلم الذي يناله مع المسجونين، يهرب ويكافح حتى يكون ثروة كبيرة يسخرها لخدمة الفقراء، يتبنى حامد الطفلة سميحة ويرعاها حتى تتم خطبتها للطالب الثوري كمال، يكتشف الباشا جد كمال حقيقة حامد فيطلب كمال من سميحة أن تقاطعه فتوافق ويتزوجان، تتدهور حالة حامد الصحية والنفسية لغياب سميحة، تندم سميحة وكمال ويذهبان إليه قبل أن يموت.

## طاقم التمثيل
- فريد شوقي: (حامد حمدان / حسن الكاشف)
- عادل أدهم: (الضابط إبراهيم)
- ليلى علوي: (سميحة)
- نبيل نور الدين: (كمال)
- يوسف وهبي: (الباشا جد كمال)
- عبد الوارث عسر: (الشيخ عبد الغفار)
- محسنة توفيق: (فضيلة)
- فردوس عبد الحميد: (نادية)
- سلوى محمود: (كيداهم)
- فؤاد أحمد: (عامر)
- فادية عكاشة: (حرباية)
- فايد محمد فايد
- نبيل الدسوقي: (عبد السميع)
- محمد أبو حشيش: (عبده الأعور)
- حافظ أمين: (عم بيومي)
- حمدي يوسف: (القاضي)
- أحمد حجازي
- هانم محمد: (خادمة حسن الكاشف)
- أحمد شوقي
- أديب الطرابلسي: (الحلاق)
- محمود رشاد: (المأمور)
- قدرية عبد القادر: (حسنية)
- عمران بحر: (القهوجي)
- أسماء فريد: (سميحة وهي طفلة)
- ليزا ماي: (الممرضة)
- نورا: (طفلة)

## فريق العمل
- إخراج: عاطف سالم
- قصة: عن رواية البؤساء للكاتب الفرنسي فكتور هوغو
- سيناريو: رفيق الصبان
- حوار: أحمد شفيق بهجت
- مدير التصوير: عبد المنعم بهنسي
- مونتاج: فكري رستم
- موسيقى تصويرية: عمر خورشيد
- إنتاج: نيوستار فيلم (فريد شوقي)
- توزيع داخلي: نيوستار فيلم (فريد شوقي)
- توزيع خارجي: دولار فيلم